# Мішель Екерс
Мішель Екерс (англ. Michelle Akers; нар. 1 лютого 1966, Санта-Клара, Каліфорнія, США) — американська футболістка, олімпійська чемпіонка в складі збірної США. Одна з головних ініціаторів створення Американської асоціації футболістів, а також учасниця чемпіонату світу з футболу серед жінок в 1999, який завершився перемогою США. Член Національного футбольного залу слави.

## Біографія
Народилася в сім'ї Роберта і Анни Екерс в Санта-Кларі, Каліфорнія. Виросла в передмісті Сіетла. Закінчила Шокрестську Вищу школу. Тричі називалася All — America поки відвідувала школу.
Потім Екерс вступила до університету Центральної Флориди, де 4 рази обиралася All — America Національної спортивної студентської асоціацією.

### Кар'єра у національній збірній
В серпні 1985 Екерс грала у складі першої Національної жіночої збірної США з футболу. У зв'язку з пошкодженням щиколотки вона не змогла зіграти в першому матчі. Однак вона грала у другому матчі проти збірної Німеччини і забила другий гол. Матч завершився внічию 2:2. Екерс забила 15 голів у 24 матчах за збірну США в період з 1985 по 1990 роки перед тим, як встановила командний рекорд, забивши 39 голів в 26 матчах в сезоні 1991 року. У 1990—1991 роках називалася жіночою футбольною асоціацією США спортсменом року. Також вона стала кращим бомбардиром чемпіонату світу з футболу серед жінок 1991 року, який проходив в Китаї, забивши 10 голів, включаючи 5 в одному матчі. Це дозволило жіночій збірній США з футболу стати першими чемпіонами світу, перемігши Норвегію в фіналі з рахунком 2:1. Екерс забила обидва голи.
У 1996 році Екерс знову грала в складі жіночої збірної США з футболу на літніх олімпійських іграх в Атланті, де була знову виграна золота медаль. 7 червня 1998 року вона була удостоєна ордену ФІФА «за заслуги», найпрестижнішої нагороди цієї організації, за внесок в розвиток футболу. Знову ввійшла до складу національної збірної під час чемпіонату світу 1999 року, і виграла його вдруге. Незадовго до літніх Олімпійських ігор 2000 року в Сіднеї пішла з національної збірної, ставши другим бомбардиром в її історії (після Міа Хемм), забивши 105 голів і зробивши 37 гольових передач.

### Після відходу з футболу
Після відходу з футболу Екерс продовжувала пропагувати гру, а також написала кілька книг. У 2002 році вона була обрана ФІФА гравцем століття, розділивши цю нагороду з китаянкою Сун Вен. У 2004 Мішель і Хемм стали єдиними жінками в списку 125 найвидатніших живих гравців (список ФІФА 100, складений Пеле). Також в 2004 році Екерс була включена в національний футбольний зал слави США. В даний час вона живе з чоловіком і дитиною в Чалуота, Флорида, на північний схід від Орландо, Флорида. Займається порятунком коней.